# Pfarrkirche Angern an der March

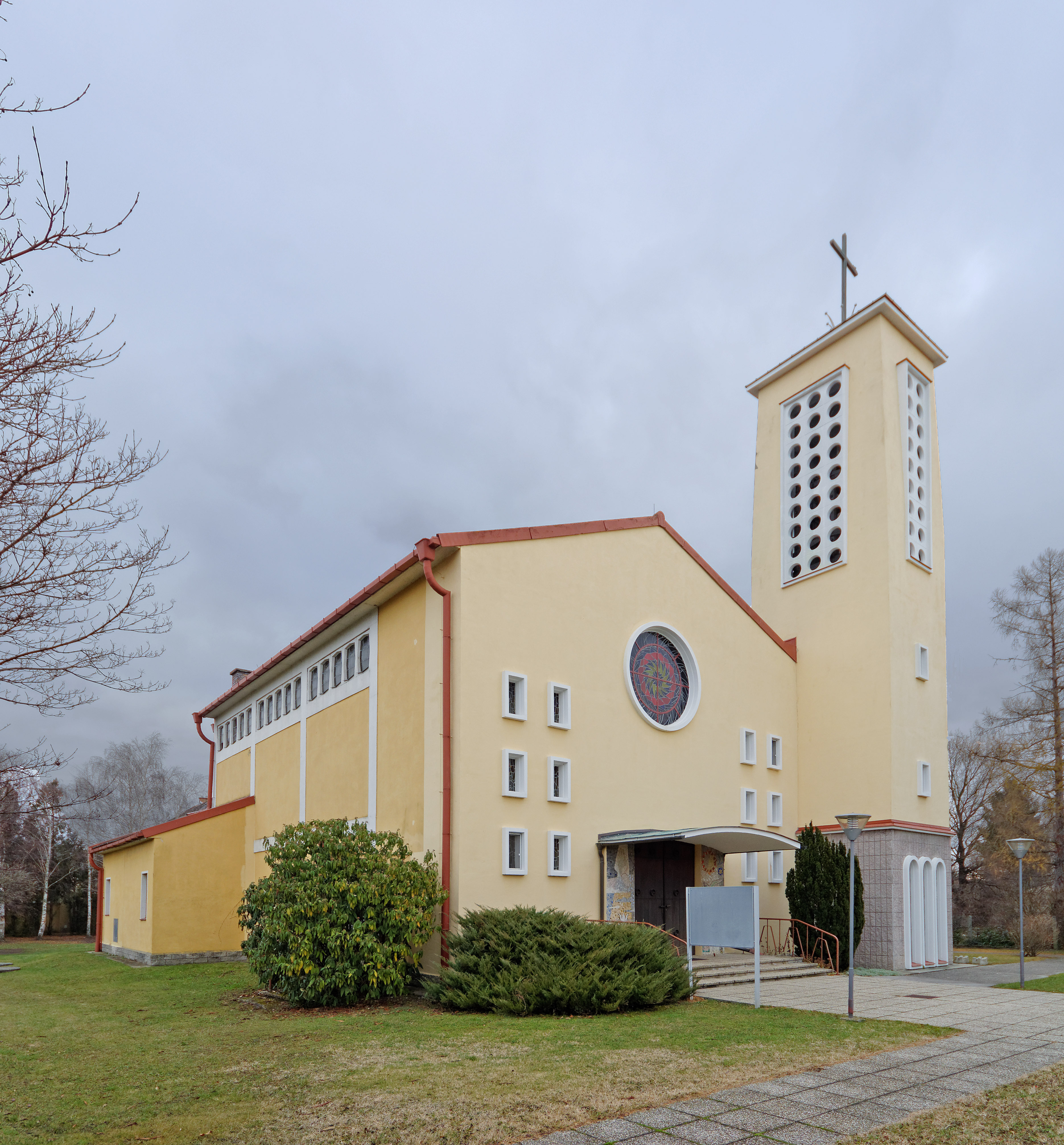
Pfarrkirche Angern

Die römisch-katholische Pfarrkirche Angern an der March steht in der Mitte des Ortes in der Marktgemeinde Angern an der March im Bezirk Gänserndorf in Niederösterreich. Die Pfarrkirche Zur Kreuzauffindung gehört zum Dekanat Gänserndorf im Vikariat Unter dem Manhartsberg der Erzdiözese Wien. Die Kirche steht unter Denkmalschutz.

## Geschichte
Eine erste Pfarre wurde vor 1400 genannt. 1785 wurde sie wiedererrichtet. Im Jahre 1958 erfolgte nach den Plänen des Architekten Erwin Plevan ein Neubau der Kirche.

## Kirchenbau
Kirchenäußeres
Dem mächtigen Langhaus mit eingezogenem Chor und schmalem, niedrigem Seitenschiff ist seitlich ein hoher Turm vorgestellt. Die Fassade ist mit einem zentralen Rundfenster und symmetrisch angeordneten, kleinen Rechteckfenstern gestaltet und akzentuiert. Im Portalbereich sind Mosaikbilder von Hermann Bauch zu sehen.
Kircheninneres
Der weite Saalraum hat eine Holzdecke, darunter ein hochgelegenes Fensterband. Im flachgedeckten Chor befindet sich eine Altarnische mit einem barocken Kruzifix aus der Mitte des 17. Jahrhunderts aus der ehemaligen Schlosskapelle. Die Nische ist von dem Glasfensterzyklus von Franz Deed gerahmt. Die Glasmalerei in der Taufkapelle stellt die Taufe Christi dar und ist wie das Rosettenfenster über dem Hauptportal ein Werk des Malers Georg Pevetz. Die Betonglaswand im Seitenschiff wurde von Max Heilmann gestaltet.

## Ausstattung
Zur Einrichtung der Kirche zählen unter anderem ein frühbarockes Gnadenbild (eine Kopie von Cranachs Weintraubenmadonna) und eine aus Gänserndorf 1962 hierher übertragene Orgel von Josef Ullmann aus dem Jahr 1888.